# Charles van den Driessche
Charles Georges "Carlos" van den Driessche (31. srpna 1904 – 14. května 1972) byl belgický reprezentační hokejový obránce.
V roce 1924 a 1936 byl členem Belgického hokejové týmu, který skončil 1x osmý a 1x třináctý na zimních olympijských hrách.